# Corte suprema del Canada
La Corte suprema del Canada (SCC, in inglese: Supreme Court of Canada, CSC, in francese: Cour suprême du Canada) è stata istituita nel 1869 ma è entrata effettivamente in vigore nel 1949.

## Composizione
Si compone di nove giudici nominati dal Governatore generale. La Carta Costituzionale del 1867 prevedeva che quest'ultimo fosse il diretto rappresentante della Regina, una sorta di "longa manus"; di conseguenza all'epoca la scelta era fortemente influenzata dal sovrano inglese. Tuttavia dopo la modifica della Carta Costituzionale la figura del Governatore Generale si depoliticizza e soprattutto si disancora dal ruolo di rappresentante degli interessi della Regina. 
La scelta sostanziale avviene quindi ad opera del Primo ministro, quindi a livello federale; mentre la scelta formale ad opera del Governatore Generale. La Corte Suprema può intendersi sia come organo giurisdizionale, che come organo politico, nel senso che possiede una forza politica che si manifesta. Questi due aspetti devono essere bilanciati e contemperati l'uno all'altro. Le norme che disciplinano quest'organo sono di due tipologie: le norme scritte e quelle non scritte, consuetudinarie. 
Tra le norme scritte è sancito che tre giudici devono provenire dal Québec, tre dall'Ontario, due dall'ovest dal Canada ed uno dall'est; è inoltre previsto che debbano essere scelti tra gli avvocati che abbiano almeno dieci anni di servizio oppure tra i giudici delle Corti Superiori provinciali. Esiste poi una regola non scritta secondo la quale i Presidenti della Corte devono essere, alternativamente, uno anglofono ed uno francofono.

## Funzioni
Elemento fondamentale è il fatto che tale organo ricopra sia il ruolo di giudice d'appello che di giudice di costituzionalità. 
Bisogna precisare che qualsiasi giudice, nel corso del suo giudizio, può disapplicare una legge ritenuta incostituzionale secondo una procedura che si diversifica da quella italiana: il giudice non può sollevare la questione di legittimità costituzionale nel corso di quel giudizio, ma è previsto che si instauri un giudizio ad hoc, al fine di proporre la questione di costituzionalità. 
È possibile, inoltre, il ricorso diretto astratto alla Corte, qualsiasi cittadino può adire alla Corte direttamente laddove ritenga una legge incostituzionale, seppur la legge stessa non incida sulla propria sfera di interessi. Tale possibilità è stata modificata nel 1975 per evitare l'affollamento delle cause. La procedura prevede che si inoltri un'istanza alla Corte la quale valuterà se ricevere l'appello o meno.

## Regolamenti
I Regolamenti della Corte suprema del Canada si trovano sul sito weblaws-lois.justice.gc.ca e anche pubblicati sulla Canada Gazette, così come stabilito per legge.